# Romy (vidéaste)
Pour les articles homonymes, voir Romy.
Romy, de son vrai nom Romane Jimonet, est une vidéaste web, influenceuse et autrice française, née le 9 février 1998 à Rouen.
Elle s'est fait connaître en 2014, en publiant des vidéos sur la plateforme YouTube.

## Biographie

### Enfance et éducation
Romy naît le 9 février 1998 à Rouen dans une famille modeste et grandit à Montpellier.
En 2015, alors élève du lycée Geneviève-de-Gaulle-Anthonioz à Milhaud, elle réalise un mémoire avec sa camarade Charlotte Gozlan dans le cadre du concours national de la résistance et de la déportation, dédié au défunt résistant communiste aigues-mortais André Michel, dit Cacao.

### Carrière
Depuis 2014, Romy est active en tant qu'influenceuse sur YouTube et Instagram.
En 2019, avec Chloé Bomcan, Romane publie trois livres autobiographiques déclinés en trois tomes.
En 2020, elle crée sa propre marque, Glacé, de bijoux, accessoires, maroquinerie & prêt-à-porter.
En octobre 2021, elle collabore avec Durex pour une campagne publicitaire d'information des jeunes sur la sexualité.

## Vie privée
En mars 2019, Romy officialise sa relation avec le vidéaste Anil Brancaleoni. En février 2021, elle annonce sa demande en mariage sur une vidéo Instagram vue plus de 1,6 million de fois,  avec un mariage prévu en 2023 en France,,,. En mai 2025, ils annoncent leur séparation, expliquant qu'après 6 ans ensemble, ils se voient davantage comme de meilleurs amis que comme un couple, et affirment rester en très bons termes.

## Publications
- Dans la p'tite vie d'une adolescente, Tome 1, Dragon d'or, 2019  (ISBN 978-2-821-21125-4),
- Dans la p'tite vie d'une youtubeuse en herbe, Tome 2, Dragon d'or, 2019  (ISBN 978-2-821-21216-9),
- Dans la p'tite vie d'une étudiante (ou pas !), Tome 3, Dragon d'or, 2020  (ISBN 978-2-821-21298-5).

## Distinctions
| Année | Récompenses  | Catégories | Nominations | Résultats  |
| ----- | ------------ | ---------- | ----------- | ---------- |
| 2022  | ForYouAwards | Lifestyle  | Elle-même   | Nomination |